# Ilm-Kreis Kliniken
Die Ilm-Kreis Kliniken Arnstadt-Ilmenau sind zwei Akutkrankenhäuser mit Standorten in Arnstadt und Ilmenau. Beide Standorte sind zudem Akademische Lehrkrankenhäuser der Universität Jena mit regionalem Versorgungsauftrag.
Der Ilm-Kreis ist 100-%-Gesellschafter der Ilm-Kreis Kliniken Arnstadt-Ilmenau gGmbH.

## Gemeinsame Geschichte
Am 1. Januar 2005 schlossen sich beide getrennte Kreiskrankenhäuser mit den Standorten Ilmenau und Arnstadt zusammen zu den Ilm-Kreis Kliniken Arnstadt-Ilmenau gGmbH.

## Standort Arnstadt

### Geschichte
Die erste Erwähnung einer klinischen Einrichtung in Arnstadt geht auf das Jahr 1821 zurück, als die ersten schwierigen Versuche unternommen wurden, eine Krankenversorgung in einem Waisenhaus durchzuführen.  Erst 15 Jahre später entstand das erste Krankenhaus, gegründet von dem Kaufmann Johann David Quensel, nachdem das Krankenhaus auch den Namen „Quenselsche Heilanstalt“ bekam. Um einen bessere Versorgung zu ermöglichen und den Anforderungen der Bevölkerung gerecht zu werden, wurden 1860 die ersten Gedanken für ein städtisches Krankenhaus aufgebracht. 1873 wurde das Gelände „Am Arnsberg“ erworben, auf dem später das Krankenhaus gebaut werden sollte, doch erst 1884 beschloss der Landtag des Fürstentums Schwarzburg-Sondershausen den Bau des Krankenhauses und gab damit dem Stadtbaumeister Johann Christian Karl Roggenkamp den Auftrag Baupläne zu erstellen.
Der Grundstein und damit der Beginn der Bauarbeiten für das städtische Krankenhaus wurde am 17. Februar 1890 gelegt, knapp 2 Jahre später wurde das Krankenhaus am 2. Januar 1892 offiziell übergeben. Das Personal der neuen Klinik beschränkte sich zu Anfang auf den Geschäftsführer Carl de Ahna, vier Schwestern aus dem Sophienhaus Weimar und einem Kastellan. In den Jahren 1912 und 1921 wurde das bestehende Klinikum durch zwei Erweiterungsbauten vergrößert, einher gingen die Eröffnung eines Chirurgischen Operationssaales und einer Vergrößerung der Innere Abteilung. Mit einem Neubau der Kinderklinik 1935 erweiterte sich das damalige Arnstädter Krankenhaus um weitere 40 Betten und 1946 nochmals mit dem „Haus Wollmarkt 10“. Im selben Jahr eröffnete auch das Sonderkrankenhaus Lindenhof und drei Jahre später das Sonderkrankenhaus Hopfengrund, welche unter anderem auch als Krankenhäuser für Kriegsverwundete dienten. 1953 wurde in der Längwitzer Straße 26 die Innere Abteilung des Südkrankenhauses in einem ehemaligen Gebäude des Finanzamtes eröffnet. Zehn Jahre später wurde das „Haus Wollmarkt 1“ mit zwei Stationen für Diabetiker und Hautkranke eingerichtet. Bis zum Ende der DDR fanden weder Modernisierungsmaßnahmen noch Änderungen an den Klinikstrukturen statt, erst 1991 gab es bestrebungen das Krankenhaus zu erneuern.
Dazu gehörten die Erstellung eines Sanierungs- und Modernisierungskonzeptes, die Fertigstellung der Zielplanung und der Beginn der bauvorbereitenden Maßnahmen am Arnsberg. Die ersten Erdarbeiten begannen 1994 und am 3. März 1995 wurde der erste Grundstein für das neue Krankenhaus gelegt. Am 6. Juni 1996 erfolgte das Richtfest, am 30. Oktober 1998 dann die feierliche Übergabe des ersten Neubauabschnitts mit Inbetriebnahme Ende Dezember 1998. Die kompletten Versorgungsleistungen des ehemaligen Kreiskrankenhauses Großbreitenbach wurden zum 1. Januar 1999 durch das Kreiskrankenhaus Arnstadt übernommen, wobei am dortigen Standort die Fachabteilung „Spezialisierte Suchtbehandlung“ etabliert wurde. Mit einer weiteren Sanierung ab 2000 wurden der Altbau und das Gebäude der Kinderheilkunde und Jugendmedizin modernisiert und bereits ein Jahr später zogen die Abteilung der Innere Medizin, Funktionsdiagnostik und die Laboratoriumsmedizin in das sanierte Kreiskrankenhaus. 2002 fanden Umbauten und Sanierungen des Ostflügels statt. Das letzte nachweisbare Ereignis des damaligen Kreiskrankenhauses Arnstadt ist die Vorbereitung und Planung des 2. Bauabschnittes sowie die Vorbereitung und Umsetzung der Fusion der beiden Kreiskrankenhäuser Arnstadt und Ilmenau zu den Ilm-Kreis-Kliniken Arnstadt-Ilmenau gGmbH.

### Kliniken und Fachabteilungen
- Klinik für Innere Medizin, Fachbereich Kardiologie/Angiologie
- Klinik für Innere Medizin, Fachbereich Gastroenterologie, Onkologie, Diabetologie
- Klinik für Chirurgie, Allgemeinchirurgie, Viszeralchirurgie, Gefäßchirurgie
- Klinik für Frauenheilkunde und Geburtshilfe
- Klinik für Kinderheilkunde und Jugendmedizin
- Klinik für Hals-Nasen-Ohrenheilkunde
- Klinik für Anästhesie und Intensivmedizin

### Institute
- Radiologische Diagnostik
- Laboratoriumsmedizin

### Zentren
- Traumazentrum
- Endoprothetikzentrum

## Standort Ilmenau

### Geschichte
Das erste nachweisbare Krankenhaus in Ilmenau bestand 1821 in der Porzellanstraße mit 5 Krankenzimmern, 19 Betten und einem kleinen Operationsraum. Erst gut hundert Jahre später im Jahr 1920 forderte der damalige Arzt Dr. Grimm einen Krankenhausneubau in Ilmenau. So kam es das 1921 der Gemeinderat den Bau eines neuen Krankenhauses beschloss und 1922 die Grundsteinlegung auf dem heutigen Krankenhausgelände erfolgte. Ein Jahr später erfolgte die Einweihung des Krankenhauses, welcher mit einer Kostenexplosion von 150 Millionen Mark einher ging, geschuldet durch die damalige Inflation. Die Inneneinrichtung konnte somit nur durch eine große Spendenaktion realisiert werden. 1924 erfolgte die Veröffentlichung einer Hausordnung, 1925 der Neubau eines Isolierhauses (heute Urologie- und Entbindungsgebäude) mit Inbetriebnahme 1926. Trotz intensiver Sanierungs- und Neubaumaßnahmen wurden 1928 weitere Forderungen laut, dass das Krankenhaus weiter vergrößert werden soll, was aber an Geldmangel und dem anstehenden Zweiten Weltkrieg scheiterte. In der Kriegszeit wurden lediglich, bedingt durch Überbelegung und hoher Sterberaten, eine Leichenhalle und eine Wäscherei angebaut.
Eine weitere Folge des Krieges war die Inbeschlagnahmung des damaligen Centralhotels und der Umfunktionierung als Hilfskrankenhaus. Ab 1940 erfüllte das Ilmenauer Krankenhaus die Funktion eines Reserve-Lazarettes mit bis Kriegsende 224 Betten. Auch nach dem Krieg entspannte sich die Situation des Ilmenauer Krankenhauses nicht, was eine immer weitere Überbelegung sowie die Forderung nach einem „Infektionshauses“ zur Folge hatte. Bedingt durch die Situation nach dem Krieg konnte die Situation nur gemildert werden durch die Aufstellung von drei Baracken, welche auch viele weitere Jahre noch die Verwaltung beherbergen sollte. 1947 erfolgte durch die Sowjetische Militäradministration in Deutschland eine Anordnung zur Errichtung von Polikliniken und Ambulanzen, welches 1949 durch Anstrengungen zum Aufbau eines Gesundheitswesen von der DDR-Regierung vervollständigt wurde. Aufgrund der Dringlichkeit zur Behandlung von Patienten erfolgte im Jahr 1955 der Baustart eines Infektionshauses für das Klinikum Ilmenau, welches 1960 feierlich übergeben wurde. Ende der neunziger Jahre erfolgten weitere Sanierungsmaßnahmen in den Gebäudekomplexen und 1997 dann die Grundsteinlegung für einen neuen Funktions- und Pflegeersatzbau mit Notfallaufnahme, Operationssälen, Intensivstation und vielem mehr.
Im Jahr 2000 wurde der Neubau feierlich übergeben und die Rückbauten an bestimmten Gebäuden begann. 2001 erfolgte die Übergabe eines Verbindungsbaus, des neuen Labors und der Schulungsräume im ehemaligen OP-Trakt, des Rückbaus „Alte Chirurgie“ mit Krankenhausapotheke, Innerer Medizin und Verwaltung sowie der Abriss von alten Baracken und der Umbau zum Besucherparkplatz. Dessen offizielle Einweihung fand 2002 statt, 2004 erfolgte der Anbau einer Notfallambulanz mit septischem Eingriffsraum. Ebenfalls 2004 wurde die Generalsanierung der Küche und Cafeteria abgeschlossen und die Vorbereitungen zur Umsetzung der Fusion der beiden Kreiskrankenhäuser Arnstadt und Ilmenau zu den Ilm-Kreis-Kliniken Arnstadt-Ilmenau gGmbH starteten.

### Kliniken und Fachabteilungen
- Klinik für Innere Medizin, Fachbereich Kardiologie/Angiologie
- Klinik für Innere Medizin, Fachbereich Gastroenterologie, Onkologie, Stoffwechsel
- Klinik für Anästhesie und Intensivmedizin
- Klinik für Chirurgie, Allgemeinchirurgie, Orthopädie und Unfallchirurgie
- Klinik für Urologie
- Klinik für Suchtmedizin
- Palliativmedizin

### Institute
- Institut für Krankenhaushygiene
- Institut für Radiologische Diagnostik